# Centrophthalmus
Genre
Synonymes
- Camaldites Jeannel, 1949
- Camaldus Fairmaire, 1864
- Centrophthalmosis Raffray, 1904

Centrophthalmus est un genre de coléoptères de la famille des Staphylinidae, de la super-tribu des Pselaphitae, de la tribu des Tyrini et de la sous-tribu des Centrophthalmina.

## Espèces
Centrophthalmus abyssinicus - 
Centrophthalmus angolensis - 
Centrophthalmus congoensis - 
Centrophthalmus elegans - 
Centrophthalmus garambensis - 
Centrophthalmus horni - 
Centrophthalmus jeanneli - 
Centrophthalmus klapperichi - 
Centrophthalmus mesopotamenus - 
Centrophthalmus persimilis - 
Centrophthalmus pici - 
Centrophthalmus pilicollis - 
Centrophthalmus salebrosus - 
Centrophthalmus scanticola - 
Centrophthalmus sharpi - 
Centrophthalmus sinensis - 
Centrophthalmus spineus - 
Centrophthalmus subtilissimus - 
Centrophthalmus tempestivus - 
Centrophthalmus villosulus - 
Centrophthalmus vladimiri - 
Centrophthalmus watsaensis - 
Centrophthalmus zairensis - 
Centrophthalmus zambesianus